# Аухаген
Аухаген (њем. Auhagen) општина је у њемачкој савезној држави Доња Саксонија. Једно је од 38 општинских средишта округа Шаумбург. Према процјени из 2010. у општини је живјело 1.341 становника. Посједује регионалну шифру (AGS) 3257004.

## Географски и демографски подаци
Аухаген се налази у савезној држави Доња Саксонија у округу Шаумбург. Општина се налази на надморској висини од 48 метара. Површина општине износи 12,4 km². У самом мјесту је, према процјени из 2010. године, живјело 1.341 становника. Просјечна густина становништва износи 109 становника/km².